# Philonicus ghilarovi
Philonicus ghilarovi is een vliegensoort uit de familie van de roofvliegen (Asilidae). De wetenschappelijke naam van de soort is voor het eerst geldig gepubliceerd in 1988 door Pavel Lehr.